# Kontrahent
Kontrahent – osoba fizyczna lub osoba prawna będąca stroną transakcji.

## Etymologia słowa
Słowo pochodzi od łacińskiego contrahens, contrahentis, contrahere, czyli ściągać, skupiać, skracać.